# Austroargiolestes alpinus
Austroargiolestes alpinus – gatunek ważki z rodzaju Austroargiolestes należącego do rodziny Argiolestidae.
Imagines ubarwieniem i rozmiarami zbliżone do Austroargiolestes brookhousei. Górne przydatki analne samca mają nienachodzące na siebie wierzchołki.
Ważka ta jest endemitem środkowo-wschodniej Australii.